# Gertrudenstraße 19

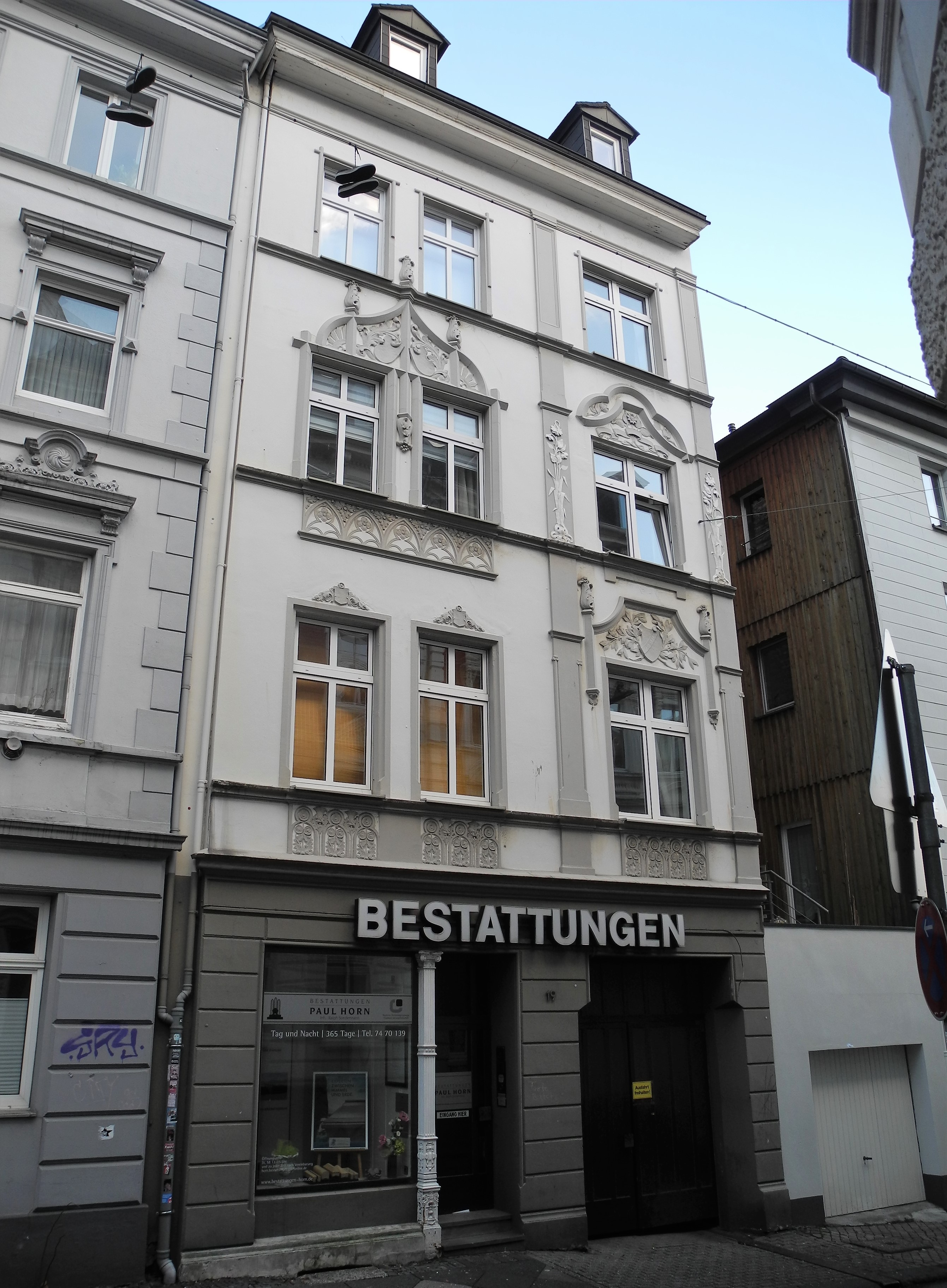

Das Objekt Gertrudenstraße 19 ist ein Wohn- und Geschäftshaus im Wuppertaler Wohnquartier Nordstadt im Stadtbezirk Elberfeld.

## Baubeschreibung
Das viergeschossige Wohn- und Geschäftshaus im gründerzeitlichen Wohnviertel Ölberg ist mit einem ausgebauten Satteldach versehen.
Die Putzfassade an der Schauseite zur Gertrudenstraße ist dreiachsig gliedert, wobei das Erdgeschoss durch eine gebänderte Putzfassade hervorgehoben wird. Das Erdgeschoss, in dem sich ein Ladenlokal befindet, ist farblich durch die oberen Geschosse abgesetzt und schließt mit einem Gesims ab. Die Obergeschosse werden durch Sohlbankgesimse, die sich im Bereich der Fenster verkröpfen, gegliedert und sind glatt verputzt. Den Abschluss der Fassade bildet ein ausladendes Traufgesims. In der rechten Achse befindet sich im Erdgeschoss eine Hofdurchfahrt, eine Betonung liegt auch in den Obergeschossen vor, indem sie zu beiden Seiten von Pilastern eingefasst wird.
Das Satteldach wurde zur Schauseite mit zwei Dachgauben ausgeführt.

## Geschichte
Das Haus wurde am 26. November 1992 als Baudenkmal in die Denkmalliste der Stadt Wuppertal eingetragen. Der Status des Baudenkmals wurde trotz weitreichender Veränderungen im Erdgeschoss, im Ladenlokal ist heute ein Bestattungsunternehmen ansässig, vergeben.
Bei einem Brand am 17. Dezember 2010 in einer Wohnung im Dachgeschoss wurden auch darunter liegende Wohnungen durch Löschwasser in Mitleidenschaft gezogen.